# Grand Cinema
Pour plus de détails, voir Fiche technique et Distribution.
Grand Cinema est un film iranien réalisé par Hassan Hedayat, sorti en 1989.

## Synopsis
Roosi Khan et Aghaiev sont rivaux. Ils possèdent chacun une salle de cinéma, l'une soutenue par des fonds russes et l'autre par des fonds britanniques.

## Fiche technique
- Titre : Grand Cinema
- Réalisation : Hassan Hedayat
- Scénario : Hassan Hedayat
- Musique : Kazem Davoodian et Jamal Samavati
- Photographie : Hassan Gholizadeh
- Montage : Hassan Hedayat
- Production : Ali Akbar Erfani et Hassan Hedayat
- Société de production : Arman Film
- Pays :  Iran
- Genre : Comédie dramatique
- Durée : 93 minutes
- Dates de sortie : 
  -  Iran : 1er février 1989 (Festival du film de Fajr)

## Distribution
- Ezzatolah Entezami : Aghaiev
- Ghassem Seif : Roosi Khan
- Ebrahim Abadi
- Akbar Abdi
- Fereydoon Aboo Zia
- Morteza Ahmadi
- Hosein Amirfazli
- Mahmoud Basiri
- Akbar Doodkar
- Maliheh Ebrahimi
- Nasser Laghayi
- Yoosef Samad Zadeh
- Fakhreddin Seddigh Sharif
- Mansoor Vala Magham
- Mohammad Varshochi
- Asghar Zamani

## Distinctions
Le film a gagné le prix du meilleur acteur pour Ezzatolah Entezami au Festival du film de Fajr 1989. Il a également été présenté en sélection officielle en compétition au Festival international du film de Moscou 1989.